# District municipal de la route des jardins
Le district municipal de la route des jardins (en anglais Garden Route District Municipality) est un district municipal d'Afrique du Sud, situé dans la province du Cap-Occidental. De 2002 à 2018, il s'est officiellement appelé district municipal d'Eden (Eden District Municipality, en anglais) avant de reprendre son nom d'origine.
Le district est divisé en sept municipalités locales et en zones de gestion (District Management Areas en anglais).
La capitale du district est George. Les langues les plus communément parlées par les 574 265 habitants sont l’afrikaans (70,8 %), le Xhosa (18,3 %) et l’anglais sud-africain (7,5 %).

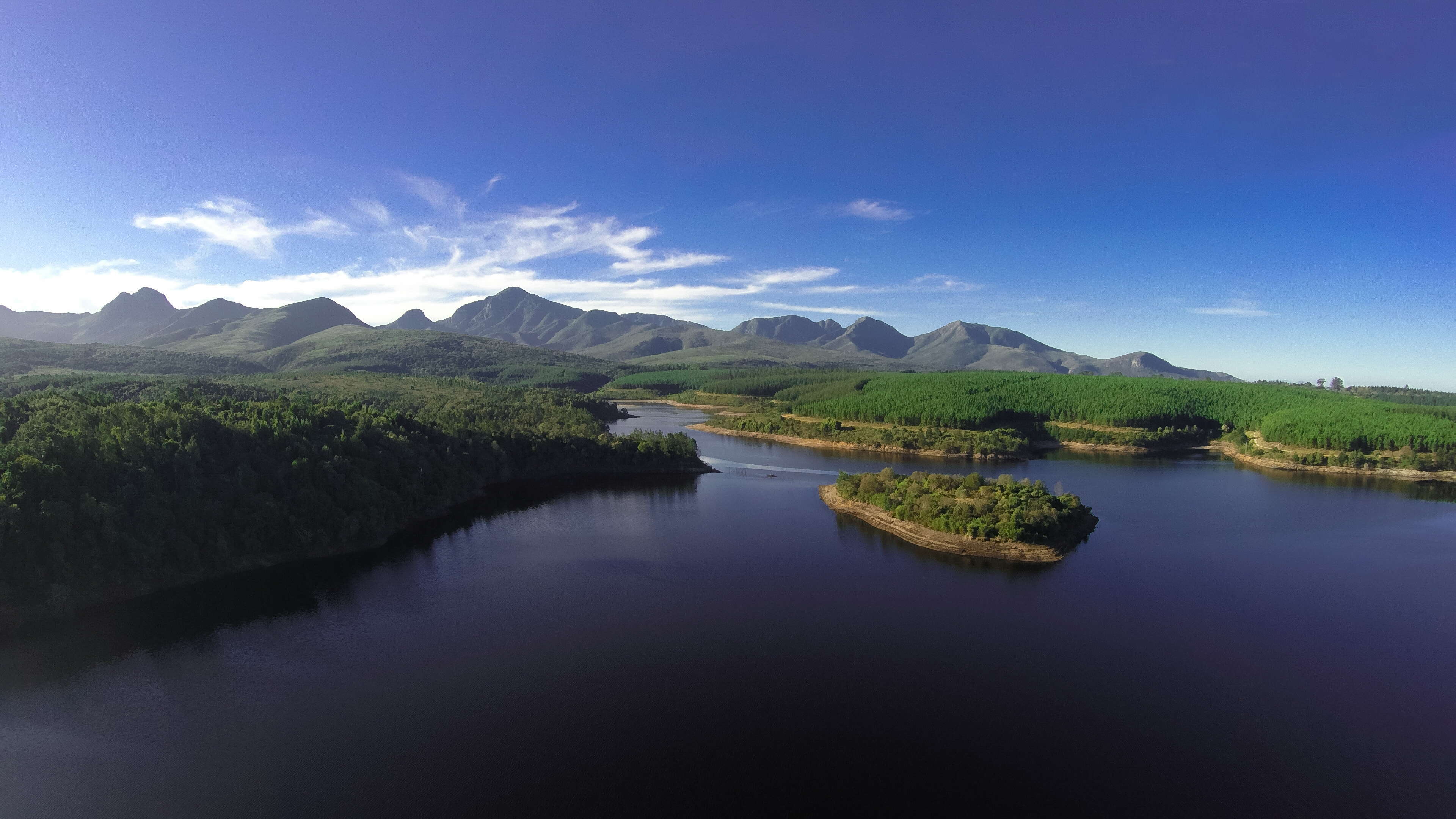
Prise de vue aérienne par drone du barrage de la Garden Route - George

## Municipalités locales

carte des municipalités locales du district.

Le district regroupe les municipalités locales suivantes :
| Nom        | Siège           | Population (2011) | Superficie (km2) | Densité (hab./km2) |
| ---------- | --------------- | ----------------- | ---------------- | ------------------ |
| Kannaland  | Ladismith       | 24 767            | 4 758            | 5,2                |
| Hessequa   | Riversdale      | 52 642            | 5 733            | 9,2                |
| Mossel Bay | Mossel Bay      | 89 430            | 2 011            | 44,5               |
| George     | George          | 193 672           | 5 191            | 37,3               |
| Oudtshoorn | Oudtshoorn      | 95 933            | 3 537            | 27,1               |
| Bitou      | Plettenberg Bay | 49 162            | 992              | 49,6               |
| Knysna     | Knysna          | 68 659            | 1 109            | 61,9               |
| Total      | Total           | 574 265           | 23 331           | 24,6               |

## Principales villes
Les principales villes et localités du district sont George, Oudtshoorn, Mossel Bay, Knysna, Plettenberg Bay et Ladismith.

## Démographie (2011)

### Langues maternelles
| Language                        | Population | %    |
| ------------------------------- | ---------- | ---- |
| Afrikaans                       | 397 462    | 70,8 |
| Xhosa                           | 102 740    | 18,3 |
| Anglais sud-africain            | 42 266     | 7,5  |
| Sotho                           | 3 412      | 0,6  |
| Tswana                          | 2 675      | 0,5  |
| Zoulou                          | 1 960      | 0,3  |
| Langue des signes sud-africaine | 1 856      | 0,3  |
| Ndebele                         | 1 014      | 0,2  |
| Tsonga                          | 739        | 0,1  |
| Sotho du nord                   | 654        | 0,1  |
| Venda                           | 527        | 0,1  |
| Swazi                           | 296        | 0,1  |
| Autres                          | 5 687      | 1,0  |
| Total                           | 561 288    |      |
| Non connu                       | 12 975     |      |

### Répartition par catégorie raciale
| Groupe          | Population | %    |
| --------------- | ---------- | ---- |
| Coloured        | 311 178    | 54,2 |
| Noirs           | 141 830    | 24,7 |
| Blancs          | 110 314    | 19,2 |
| Indo-asiatiques | 2 526      | 0,4  |
| Autres          | 8 418      | 1,5  |
| Total           | 574 265    |      |

### Répartition par sexe
| Sexe     | Population | %    |
| -------- | ---------- | ---- |
| Féminin  | 293,346    | 51,1 |
| Masculin | 280,919    | 48,9 |
| Total    | 574,265    |      |

### Répartition par âge
| Age   | Population | %   |
| ----- | ---------- | --- |
| 0–4   | 53 344     | 9,3 |
| 5–9   | 47 897     | 8,3 |
| 10–14 | 47 222     | 8,2 |
| 15–19 | 47 552     | 8,3 |
| 20–24 | 48 218     | 8,4 |
| 25–29 | 50 138     | 8,7 |
| 30–34 | 42 028     | 7,3 |
| 35–39 | 41 617     | 7,2 |
| 40–44 | 40 188     | 7,0 |
| 45–49 | 35 231     | 6,1 |
| 50–54 | 29 921     | 5,2 |
| 55–59 | 24 726     | 4,3 |
| 60–64 | 21 322     | 3,7 |
| 65–69 | 16 455     | 2,9 |
| 70–74 | 12 525     | 2,2 |
| 75–79 | 7 845      | 1,4 |
| 80–84 | 4 559      | 0,8 |
| 85+   | 2 162      | 0,4 |
| Total | 574 265    |     |

## Politique
Le conseil de district comprend 35 conseillers dont quinze élus au scrutin proportionnel sur liste et vingt nommés par les conseils municipaux des municipalités locales (six par le conseil municipal de George, quatre par celui de Mossel Bay, trois par celui d'Oudtshoorn, deux par celui d'Hessequa, deux par celui de Bitou, deux par celui de Knysna et un par celui de Kannaland).
Le district est un bastion de l'Alliance démocratique qui a renforcé sa majorité lors des élections municipales sud-africaines de 2016.

### Liste des maires
| Maires depuis 2000         | Parti politique  | Terme                    |
| -------------------------- | ---------------- | ------------------------ |
| Andy Lamont                | DA puis NNP      | 2000-2006                |
| Leon Dorfling              | ID               | mars - octobre 2006      |
| Rudi Laws                  | DA               | octobre 2006 - aout 2009 |
| Leon Dorfling              | Local Eden Forum | 2009-2010                |
| Fareed Stemmet             | ICOSA            | 2010-2011                |
| Vernatt van der Westhuizen | DA               | 2011-2016                |
| Memory Booysen             | DA               | Depuis le 31 août 2016   |